# Stegotretus
Stegotretus agyrus es un género y especie extintos de lepospóndilo (perteneciente al grupo Microsauria) que vivió a comienzos del período Pérmico en lo que hoy es Nuevo México, Estados Unidos.